# Jessica Barden
Jessica Barden (21 de juliol de 1992) és una actriu anglesa. És coneguda per interpretar Alyssa a la sèrie de comèdia dramàtica de Channel 4 The End of the F***ing World (2017–2019). També ha aparegut a pel·lícules com ara Hanna (2011), The New Romantic (2018) i Pink Skies Ahead (2020).

## Infantesa
Barden va néixer el 21 de juliol de 1992 a Northallerton, a North Yorkshire. Quan tenia tres anys es va traslladar a Wetherby, a West Yorkshire.

## Carrera
Va fer el seu debut el 1999 amb un petit paper en un episodi de la sèrie My Parents Are Aliens. Va aparèixer en episodis de les sèries No Angels i The Chase. El març de 2007 va començar a fer de Kayleigh Morton al fulletó d'ITV Coronation Street, en què va participar fins que la família Morton va abandonar el carrer el setembre de 2008. El 2007 va fer el seu debut cinematogràfic a la comèdia dramàtica Mrs Ratcliffe's Revolution. El 2009 va fer de Pea a l'obra Jerusalem al Royal Court Theatre a Londres abans d'anar a l'Apollo Theatre al West End.
El 2010 va aparèixer a la pel·lícula Tamara Drewe, dramatització del còmic del mateix nom. L'any següent va interpretar Sophie a la pel·lícula Hanna. Entre el 2012 i 2015 va aparèixer a la pel·lícula Comedown, va coprotagonitzar la pel·lícula de misteri In the Dark Half, i va tenir un paper al thriller psicològic Mindscape. El 2014 va aparèixer a la pel·lícula independent dels Estats Units Lullaby. El juliol de 2015, Barden va fer de Kit Carmichael a The Outcast, l'adaptació per televisió de la BBC de la novel·la de Sadie Jones. Aquell mateix any va fer de Liddy a l'adaptació cinematogràfica de Far from the Madding Crowd, de Thomas Hardy.
El 2016 va protagonitzar el telefilm de Channel 4 Ellen i va fer de Jasmine a la pel·lícula de comèdia Mindhorn. El 2017 va actuar a la pel·lícula de terror del Regne Unit Habit i a la sèrie de Netflix i Channel 4 The End of the F***ing World fent d'Alyssa. El 2018 va interpretar Blake a la pel·lícula The New Romantic. L'octubre de 2019 va aparèixer al vídeo musical "Maniac" de Conan Gray.

## Filmografia

### Pel·lícules
| Any          | Títol                      | Paper                      | Notes        |
| ------------ | -------------------------- | -------------------------- | ------------ |
| 2007         | Mrs Ratcliffe's Revolution | Mary Ratcliffe             |              |
| 2010         | Tamara Drewe               | Jody Long                  |              |
| 2011         | Hanna                      | Sophie                     |              |
| 2012         | Comedown                   | Kelly                      |              |
| 2012         | In the Dark Half           | Marie                      |              |
| 2013         | Mindscape                  | Mousey                     |              |
| 2014         | Lullaby                    | Meredith                   |              |
| 2015         | Far from the Madding Crowd | Liddy                      |              |
| 2015         | Llagosta                   | Dona a qui li sagna el nas |              |
| 2016         | Mindhorn                   | Jasmine                    |              |
| 2016         | Ellen                      | Ellen                      | Telefilm     |
| 2017         | Habit                      | Lee                        |              |
| 2018         | The New Romantic           | Blake Conway               |              |
| 2018         | Scarborough                | Beth                       |              |
| 2019         | Jungleland                 | Sky                        |              |
| 2020         | Holler                     | Ruth                       |              |
| 2020         | Pink Skies Ahead           | Winona                     |              |
| 2022         | Hearts of Stone            | Agatha                     | Curtmetratge |
| 2023         | You & Me                   | Emma                       | En rodatge   |
| Per anunciar | The Dead Spit of Kelly     | Per anunciar               | Preproducció |

### Televisió
| Any       | Títol                        | Paper                               | Notes                         |
| --------- | ---------------------------- | ----------------------------------- | ----------------------------- |
| 1999      | My Parents Are Aliens        | Nena a l'escola                     | Episodi: "The Date"           |
| 2005      | No Angels                    | Lucy                                | Episodi: "Episode #2.3"       |
| 2006      | The Chase                    | Amy                                 | Episodi: "Episode #1.2"       |
| 2007–2008 | Coronation Street            | Kayleigh Morton                     | Paper principal, 72 episodis  |
| 2011      | Comedy Showcase              | Barmaid                             | Episodi: "Chickens"           |
| 2012      | Vera                         | Stella Macken                       | Episodi: "The Ghost Position" |
| 2013      | Coming Up                    | Ruby                                | Episodi: "Sammy's War"        |
| 2013      | Chickens                     | Barmaid / Penny                     | 3 episodis                    |
| 2015      | The Outcast                  | Kit Carmichael                      | 2 episodis                    |
| 2016      | Murder                       | Jess                                | Episodi: "The Big Bang"       |
| 2016      | Penny Dreadful               | Justine                             | 6 episodis                    |
| 2017–2019 | The End of the F***ing World | Alyssa                              | Paper principal               |
| 2019      | Lambs of God                 | Germana Carla                       | 4 episodis                    |
| 2020      | Better Things                | Ella mateixa                        | 2 episodis                    |
| 2021      | Robot Chicken                | Rey, personatges addicionals (veus) | 4 episodis                    |
| 2022      | Pieces of Her                | Jane                                | Paper principal               |

### Vídeos musicals
| Any  | Artista       | Cançó                 |
| ---- | ------------- | --------------------- |
| 2019 | Conan Gray    | "Maniac"              |
| 2019 | Ozzy Osbourne | "Under the Graveyard" |